# Martina Favaretto
Martina Favaretto, född 15 november 2001, är en italiensk fäktare som vid OS 2024 ingick i det italienska laget som tog silver i florett.
Vid VM 2025 i Tbilisi tog Favaretto brons individuellt i florett efter att ha förlorat mot amerikanska Lee Kiefer i semifinalen.